# Вивиан Грийн
Вивиан Хюбърт Хауърд Грийн (на английски: Vivian Green) е английски свещеник, историк, преподавател (ректор на Lincoln College в Оксфорд) и писател, автор на исторически книги.

## Биография и творчество
Роден е на 18 ноември 1915 г. в Уембли, Англия, в семейството на Хюбърт и Едит Грийн, производители на сладкарски изделия. Под влиянието на майка си посещава Брадтфилд Колидж, а после, спечелвайки стипендия, продължава в Тринити Хол в Кеймбридж, където специализира история на църквата.
След дипломирането си специализира в Библиотеката на Гладстон в Хардън, Уелс, а след това преподава лекции по църковна история в Колежа Свети Августин в Кентърбъри.
През 1939 г. е ръкоположен за дякон, а на следващата година за свещеник. В периода 1940-1942 г. е капелан на училището в Ексетър и на Ексетърския университет, през 1942-1951 г. е капелан на училището в Шерборн, а през 1951-1969 г. е капелан на Колежа Линкълн към Оксфордския университет. В колежа в периода 1951-1983 г. е научен сътрудник и преподавател по история, а през 1983-1987 г. е негов ректор. След пенсионирането си през 1987 г. е обявен за негов почетен член.
Първата му историческа книга „Bishop Reginald Pecock: A Study in Ecclesiastical History and Thought“ е публикувана през 1945 г.
Автор е на няколко труда върху Реформацията – „От Свети Августин до Уилям Темпъл“ (1948), „Мартин Лутър и Реформацията“ (1964), „Средновековната цивилизация в Западна Европа“ (1971) и „История на Университета Оксфорд“ (1974).
В България е познат с книгата си „Лудостта на владетелите“.
Вивиан Грийн умира на 18 януари 2005 г. в Уидфорд, Оксфордшър.
Писателят Джон льо Каре, който е ученик на Вивиан Грийн, го е използвал като прототип на своя герой Джордж Смайли.

## Произведения
- Bishop Reginald Pecock: A Study in Ecclesiastical History and Thought (1945)
- The Hanoverians, 1714-1815 (1948)
- From St Augustine to William Temple (1948)
- Renaissance and Reformation (1952)
- The Later Plantagenets: A survey of English history between 1307 and 1485 (1955)
- Oxford Common Room (1957)
- The Young Mr Wesley: A Study of John Wesley and Oxford (1961)
- The Swiss Alps (1961)
- John Wesley (1964)
- Luther and the Reformation, Batsford (1964)
- Religion at Oxford and Cambridge (1964)
- The Universities (1969)
- Medieval civilization in Western Europe (1971)
- A History of Oxford University (1974)
- The Commonwealth of Lincoln College 1427–1977 (1979)
- Love in a Cool Climate: The Letters of Mark Pattison and Meta Bradley 1879–1884 (1985)
- The Madness of Kings (1993)
Лудостта на владетелите, изд.: ИК „Рива“, София (2006), прев.
- A Question of Guilt: The Murder of Nancy Eaton (1988) – с Уилям Скулър
- A New History of Christianity (1996)